# Giustino (Vivaldi)
Il Giustino (RV 717) è un'opera in tre atti di Antonio Vivaldi, composta nel 1724 su un vecchio libretto, più volte rimaneggiato, del conte Nicolò Beregan (1683), ulteriormente rivisto per l'edizione musicata da Vivaldi (forse ad opera di Antonio Maria Lucchini, già librettista della Tieteberga e, in seguito, del Farnace).

## Vicende storiche
L'opera fu commissionata a Vivaldi da Federico Capranica per il teatro romano della sua famiglia, dopo il successo dell'Ercole sul Termodonte nel 1723, ma fu eseguita solo dopo la morte del committente, quale seconda opera della stagione di carnevale del 1724. Essa fu l'ultima opera composta dal maestro veneziano per la piazza di Roma, e, come ivi di regola a causa del divieto di calcare le scene imposto alle donne, tutti i personaggi furono interpretati da cantanti maschi, per la stragrande maggioranza castrati. Il ruolo di prima donna (Arianna) era coperto dal celebre sopranista Giacinto Fontana, detto il Farfallino, che "fu interprete di tutti i principali ruoli femminili nei drammi romani scritti da Metastasio".
Il libretto è conservato, assieme alla musica, nell'archivio vivaldiano della Biblioteca Nazionale di Torino. Era stato scritto, oltre quarant'anni prima della versione vivaldiana, dal conte Nicolò Beregan e, suddiviso in un prologo e tre atti, era stato messo in musica per la prima volta a Venezia, nel 1683, da Giovanni Legrenzi, diventando quindi "con le sue sei riprese accertate, ... una delle opere più popolari del Seicento". Il libretto era stato quindi ripetutamente ritoccato e rimaneggiato, in particolare dall'abate Giulio Convò nel 1703 per uno dei primi esperimenti operistici di Domenico Scarlatti, e poi, nel 1711, Pietro Pariati lo aveva adattato a cinque atti per Tommaso Albinoni. "Il libretto utilizzato da Vivaldi riprende il testo di Beregan, modificato da Pariati, con delle nuove profonde modificazioni", tra cui il ripristino della struttura in tre atti (senza prologo). Successivamente, il libretto sarebbe stato ripreso e musicato, previe ulteriori modifiche, da Haendel, nel 1737.
Dal punto di vista della composizione musicale, «nel Giustino Vivaldi ricorse frequentemente alla tecnica dell'autoimprestito e impiegò una notevole quantità di musica preesistente, riadattando 22 numeri vocali (circa metà del totale), spesso integrandoli con numerosi ritocchi: il compositore allestiva così una specie di ‘antologia personale’ in onore del pubblico romano».
L'opera è stata ripresa in epoca moderna nel 1985 in una produzione diretta da Alan Curtis e rappresentata al Teatro Olimpico di Vicenza, all'Opéra Royal della Reggia di Versailles e al Teatro La Fenice di Venezia. Secondo i dati riportati da Le magazine de l'opéra baroque, una successiva rappresentazione in forma di concerto si è tenuta al Mégaron Musikis di Atene nel 2007, mentre un'ulteriore ripresa in palcoscenico, per un totale di dodici spettacoli, ha avuto luogo, a cavallo tra il 2008 e il 2009, allo Staatstheater di Oldenburg.

## La musica
Questa costituisce un'opera di transizione. Vivaldi, desideroso di essere conosciuto sui palcoscenici italiani, fa grande riuso di arie di sue opere antecedenti (in totale una ventina circa), componendone comunque pure di nuove. Degni di nota sono l'utilizzo del motivo principale del primo movimento de La Primavera nel primo atto, poco prima che la Fortuna entri in scena e predichi a Giustino il futuro glorioso che lo attende, o anche Sventurata navicella (Atto II, Scena 13), uno dei cavalli di battaglia di Vivaldi, recuperata dall'Orlando finto pazzo.
Il contrasto fra "vecchie" parti e più recenti restava però assai in evidenza, prima di tutto nella strumentazione, e poi pure in una maggiore ampiezza e complessità formale delle arie composte ex novo. L'impegno che il teatro romano richiedeva risultava poi piuttosto gravoso, specialmente per la ricerca dei cantanti: per decreto papale, alle donne era vietato cantare nei teatri romani, quindi le parti vocali nei registri acuti quali i contralti e i soprani venivano affidate ai cantanti castrati come il già citato Farfallino (Arianna), Paolo Mariani nel ruolo di Giustino e Giovanni Ossi in quello di Anastasio.
La strumentazione risulta abbastanza variegata: Bel riposo de' mortali di Giustino (Atto I, Scena 4) ad esempio, un'aria pastorale in ritmo di siciliana orchestrata con violini, oboi e flauti all'unisono sopra un bordone di viola, violoncello e basso, o anche l'aria di Giustino Ho nel petto un cor sì forte (Atto II, Scena 9), aria eroica con salterio solista e archi in pizzicato che proietta verso atmosfere esoteriche la conclusione del secondo atto.
L'opera non è priva di pezzi orchestrati con timpani e trombe: esempi ne sono la fanfara riecheggiante Claudio Monteverdi che precede l'aria con il coro di Arianna Viva Augusto, eterno Impero (Atto I, Scena 2) o l'aria di Vitaliano All'armi, o guerrieri (Atto I, Scena 9), tipica aria eroica con tromba solista. Non mancano nemmeno le arie barocche a imitazione della natura caratteristiche di Vivaldi: l'aria di Vitaliano Quel torrente che s'innalza (Atto II, Scena 4), in cui gli archi con le loro figure imitano un impetuoso torrente mentre scorre (aria che, tra l'altro, comparirà identica nel Farnace, trasposta però per la voce di baritono) o Augelletti garruletti (Atto II, Scena 5), aria con l'ottavino che imita il canto degli uccelli, o infine l'aria dell'imperatore Anastasio Sento in seno ch'in pioggia di lacrime (Atto II, Scena 1), dove i violini sono ripartiti in una sezione suonata in pizzicato e un'altra con l'archetto, a imitazione del suono della pioggia che scorre; considerevole come Vivaldi affidi quest'aria ad Anastasio, mettendone così in evidenza più la sua veste umana che quella da imperatore.

## Personaggi e interpreti
| Ruolo                                                                  | Registro vocale del primo interprete | Cast della prima, carnevale 1724       |
| ---------------------------------------------------------------------- | ------------------------------------ | -------------------------------------- |
| Anastasio, imperatore di Bisanzio                                      | soprano castrato                     | Giovanni Ossi                          |
| Arianna, sua sposa                                                     | soprano castrato (travesti)          | Giacinto Fontana, detto Farfallino     |
| Giustino, contadino, poi imperatore, fratello di Vitaliano e Andronico | contralto castrato                   | Paolo Mariani                          |
| Leocasta, sorella d'Anastasio                                          | soprano castrato (travesti)          | Girolamo Bartoluzzi, detto il Reggiano |
| Vitaliano, tiranno dell'Asia                                           | tenore                               | Antonio Barbieri                       |
| Andronico, fratello di Vitaliano, amante di Leocasta                   | contralto castrato                   | Francesco Antonio Giovenale            |
| Amanzio, generale bizantino                                            | soprano castrato                     | Carlo Pera                             |
| Polidarte, capitano di Vitaliano                                       | tenore                               | Francesco Pampani                      |
| la Dea Fortuna sul suo carro                                           | soprano castrato (travesti)          | Biagio Erminii (?)                     |
| la voce di Vitaliano Seniore                                           | tenore                               | [ 7 ]                                  |
| Corte di principi, dame e cavalieri, guardie: coro                     |                                      |                                        |

## Trama
L'opera si finge a Bisanzio, durante l'epoca dell'Impero Romano d'Oriente.

### Atto primo
Mentre a corte si stanno svolgendo le celebrazioni per l'incoronazione del nuovo imperatore Anastasio e per le sue nozze con Arianna, giunge la notizia che le truppe del nemico invasore Vitaliano hanno attraversato il Bosforo. L'ambasciatore di questi Polidarte giunge a palazzo recando offensive condizioni di pace, tra le quali è anche compresa la concessione della mano di Arianna al suo sovrano. Anastasio respinge con sdegno le proposte di Polidarte e parte incontro al nemico, seguito dall'indomita Arianna che è decisa a condividerne la sorte sul campo.
In campagna, il giovane contadino Giustino si addormenta vagheggiando la gloria militare e gli compare in sogno la dea Fortuna (annunciata da un'«allegra sinfonia» che riprende la melodia del primo movimento del concerto La primavera), la quale gli promette allori, trono e gloria se egli sarà capace di affrontare ardimentosamente il suo destino. Appena risvegliato e ben deciso a seguire le indicazioni della dea, Giustino ha subito l'occasione di mettersi in mostra salvando da un orso la sorella dell'imperatore, Leocasta, la quale, colpita dal valore e anche dalla bellezza del giovane, lo invita a seguirla a corte, dove si trova anche sotto le mentite spoglie femminili di Flavia, sedicente principessa fuggitiva, il fratello di Vitaliano, Andronico, che è innamorato di Leocasta.
Mentre Giustino, anche grazie ai buoni uffici della sorella dell'imperatore, è diventato soldato agli ordini di Anastasio e parte per il campo intonando la sua prima aria eroica, sull'altro lato della barricata Vitaliano è riuscito a fare prigioniera l'improvvida Arianna, la quale resiste tuttavia sdegnosa a tutte le sue profferte amorose ed è quindi condannata ad essere legata su una roccia e data in pasto ad un mostro marino. L'atto si chiude con il mesto e tenero canto di addio della ragazza.

### Atto secondo
Nel corso di una burrasca, la nave che porta Anastasio e Giustino fa naufragio su una spiaggia deserta e, mentre Anastasio piange la perduta Arianna, i due si mettono in cerca di un riparo. Un mostro terribile sorge allora dalle acque e si dirige verso la misera ed incatenata Arianna, l'eco delle cui grida disperate giunge però fino a Giustino, il quale si precipita ad affrontare ed uccidere il mostro. Anastasio e Arianna sono così riuniti e tutti possono riprendere il mare a seguito del calmarsi della tempesta. Quando Vitaliano, pentito, sopraggiunge in cerca di Arianna, trova soltanto il cadavere del mostro e si ripropone quindi di conquistare il cuore della ragazza grazie al suo sincero pentimento.
A palazzo Arianna cerca di riprendersi dalle disavventure che le sono capitate, assistita da Leocasta, quando Anastasio, cinto di lauri, annuncia la sua vittoria e la cattura di Vitaliano, e loda pubblicamente il grande valore di Giustino, il quale è stato determinante per la vittoria e che ottiene ora di tornare in campo per finire il lavoro. Le sue fortune destano però l'invidia del generale cortigiano e traditore, Amanzio, il quale decide di usare contro di lui l'arma della calunnia, lasciando intendere ad Anastasio che il giovane abbia delle mire sul trono e sulla stessa Arianna. L'imperatore, inizialmente del tutto incredulo, comincia ad essere roso dal dubbio quando Arianna tesse davanti a lui le lodi sperticate del suo presunto rivale. Intanto Leocasta e Flavia/Andronico decidono di travestirsi da soldati per seguire Giustino al campo, ma durante la strada Flavia si rivela alla principessa e tenta di forzarne i favori. Leocasta viene salvata da Giustino e i due si dichiarano reciproco amore. L'atto si chiude "con un'aria eroica [di Giustino] accompagnata da archi e salterio solista, forse concepita per un virtuoso dello strumento e per un tipo molto particolare di salterio".

### Atto terzo
Mentre Vitaliano e i suoi soldati riescono a fuggire dalla prigionia bizantina, Anastasio viene vinto definitivamente dalla gelosia allorquando nota Giustino indossare una cintura che lui stesso aveva donato ad Arianna, e che poi la ragazza aveva a sua volta offerto al giovane vittorioso, in premio per il suo valore. Giustino viene condannato a morte e Arianna accusata di adulterio; Leocasta, per parte sua, decide di liberare il giovane o di morire con lui.
Approfittando della caduta in disgrazia di Giustino, Amanzio decide di tentare la sorte e detronizza ed imprigiona Anastasio, prendendo il suo posto sul trono. Leocasta però riesce a far fuggire il suo amato, che, addormentatosi in una zona selvaggia e montagnosa, viene peraltro successivamente sorpreso nel sonno da Vitaliano: questi è sul punto di ucciderlo quando, anche per l'intervento ultraterreno della voce del padre, riconosce in Giustino un fratello perduto, rapito nella culla da una tigre. I due si abbracciano e Vitaliano accetta di aiutare Giustino a restituire il trono al deposto Anastasio.
Nel palazzo imperiale, Amanzio condanna il suo infelice predecessore e Arianna alle più crudeli torture, quando un suono di trombe e le grida della folla annunciano l'arrivo degli armati di Giustino e Vitaliano. Amanzio è vinto e catturato, Anastasio restituito al trono e all'amore di Arianna, Vitaliano riconosciuto come amico, mentre Giustino ottiene la mano di Leocasta e l'incoronazione a co-imperatore a fianco di Anastasio, "e tutti si ritrovano in un gioioso coro finale in forma di ciaccona".

## Discografia
Come per molte opere barocche, l'interesse per l'esecuzione de Il Giustino è abbastanza recente: una difficoltà aggiuntiva è data dal fatto che Vivaldi, nel musicare il testo seicentesco prolisso del conte Beregan, scrive un'opera che nella sua versione integrale arriva alle cinque-sei ore, un caso piuttosto eccezionale anche per l'epoca. Esistono in commercio due versioni discografiche, registrate e fatte uscire in contemporanea, di cui una (quella di Alan Curtis) notevolmente più breve dell'altra (curata da Esteban Velardi). La prima versione falcidia i recitativi, espunge parecchie arie e cancella integralmente il ruolo dell'intrigante terzo fratello, Andronico: Curtis giustificò i suoi giudiziosi tagli con la necessità di rendere abbordabile una partitura che, a sua detta, sarebbe apparsa già lunga anche al pubblico del XVIII secolo, "idea piuttosto curiosa tenuto conto del grande successo riscosso dal Giustino all'atto della sua creazione a Roma".. La versione diretta da Esteban Velardi, al contrario, "riprende nota per nota l'integralità della partitura", ed è quindi un'edizione "arcicompleta...con tutti i suoi recitativi, tutti i cori, e il ruolo di Andronico ripristinato con le sue tre arie": dura oltre quattro ore e mezza e si compone di ben quattro CD.
- Alan Curtis, Il Complesso Barocco: Francesca Provvisionato (Giustino), Geraldine McGreevy (Leocasta), Dominique Labelle (Arianna), Marina Comparato (Anastasio), Leonardo de Lisi (Vitaliano), Laura Cherici (Amanzio) - Virgin, 2 CD, 2002 (registrato nella Grote Zaal del Concertgebouw De Doelen di Rotterdam, l'8 ottobre 2001)
- Esteban Velardi, Alessandro Stradella Consort: Gianluca Belfiori Doro (Giustino), Linda Campanella (Leocasta), Silvia Bossa (Arianna), Manuela Custer (Anastasio), Leonardo de Lisi (Vitaliano, Polidarte), Cristiana Presutti (Amanzio), Vincenzo Di Donato (Polidarte), Francesca Tancredi (la Fortuna), Cristiana Emoli (Andronico) - Bongiovanni, 4 CD, 2002 (registrato nell'Oratorio S. Erasmo di Sori dal 21 al 30 settembre 2001)
- Ottavio Dantone, Accademia Bizantina: Delphine Galou (Giustino), Verónica Cangemi (Leocasta), Emőke Baráth (Arianna), Silke Gäng (Anastasio), Emiliano Gonzalez Toro (Vitaliano), Arianna Vendittelli (Amanzio), Alessandro Giangrande (Polidarte, Andronico), Rahel Maas (la Fortuna) - Naïve, 3 CD, 2018 (registrato nella Sala Oriani, Antico Convento San Francesco, Bagnacavallo, Ravenna dal 8 al 16 aprile 2018)